# Ste. Genevieve Township
Ste. Genevieve Township est un ancien township, situé dans le comté de Sainte-Geneviève, dans le Missouri, aux États-Unis,.
Le township est baptisé en référence à la ville de Sainte-Geneviève.

### Source de la traduction
- (en) Cet article est partiellement ou en totalité issu de l’article de Wikipédia en anglais intitulé « Ste. Genevieve Township, Ste. Genevieve County, Missouri » (voir la liste des auteurs).